# 永澤菜教
永澤菜教（日语：／ Nagasawa Nao，1971年5月12日—），日本女性配音員。出身於大阪府豐中市。兵庫縣尼崎市成長。CENTENARIA所屬。身高156cm。B型血。
前夫置鮎龍太郎也從事配音工作。本名。舊藝名。

## 簡歷
青二塾第11期畢業。以前經歷青二Production、賢Production、KeKKe Corporation。

## 人物
興趣、特長：讀書、插畫、編織、電影鑑賞、長風呂。

## 演出
粗體字表示主要角色。

### 電視動畫
1991年
- 宇宙小超人 3000萬光年尋找母親（日语：ウルトラマンキッズ 母をたずねて3000万光年）（路奇 等）
- 金魚注意報（男孩子）
- 金肉人 金肉星王位爭奪戰篇（1991年—1992年，那奇葛隆[10]）
- 蓋特機器人號（少年B）
- 勇者鬥惡龍 達伊的大冒險 (1991年版)（女性）

1992年
- 奇天烈大百科（男孩子A）
- 丹丹的生活日記（豬君）
- 美少女戰士（小孩）

1993年
- 歡樂的楊柳鎮（格拉里）
- 七龍珠Z：向絕望反抗!! 殘存的超戰士 悟飯與特南克斯（日语：ドラゴンボールZ 絶望への反抗!!残された超戦士・悟飯とトランクス）（女）
- 忍者亂太郎（1993年—2023年，秀才丸、吹吹鬼、忍蛋、參賽者、四年級生 等）
- 熱血最強哥修羅（徹）
- 勇者特急隊（廣志）

1994年
- 麵包超人（1994年—2023年，小潛水艇、小蕪菁、壽司卷弟弟、金針菇姊姊〈初代〉、胡蘿蔔小弟〈第2代〉）
- 勇者警察傑德卡（小孩）

1995年
- 黃金勇者合體（虎太郎）
- 七龍珠Z（弟回蟲）

1996年
- 企鵝掌門人（日语：バケツでごはん）（銀兵衛）
- 名偵探柯南（1996年—2011年，禮子、女僕、友人、女警）
- 勇者指令達古王（戶部學〈學[11]〉[12]）
- 兩小無猜（日语：わんころべえ）（小汪汪）

1997年
- 蠟筆小新（1997年—2019年，健太、小惡魔、尾崎、川下理船子、仁〈第4代〉）
- 忍企鵝真丸（日语：忍ペンまん丸）（門郎）
- 玩偶遊戲（高石祐太）

1998年
- 金田一少年之事件簿（1998年—1999年，花村麻美、市川魔子、小峰圓）
- 鋼鐵新世紀（日语：鉄コミュニケイション）（艾莉絲）
- 秀逗博士（大食菌、大、太田）
- 女棒甲子園（吉本光[13]）
- 吉本無知子物語（日语：ヨシモトムチッ子物語）（尺蠖蛾哥哥遠藤）

1999年
- 伊索世界（湯米）
- 小魔女DoReMi（1999年—2003年，魔女莉卡（日语：マジョリカ (おジャ魔女どれみ)）、貓、女孩子、隆信、淺見君 等）4系列
- 葛瑞哥來驚悚秀（日语：GREGORY HORROR SHOW）（貓僵屍）
- 週刊故事樂園（日语：週刊ストーリーランド）（1999年—2000年，男孩子B、少年時期的空巢、山村慎吾、小學生、九官鳥 等）
- 貓湯劇場（日语：ねこぢるうどん）（喵太）
- 仙界傳 封神演義（辛）
- 無限的未知（克里夫·凱伊[14]、愛因斯·克羅福[14]）

2000年
- 哆啦A夢 (大山羨代版)（蝙蝠帽）

2001年
- 功夫小食神（煎蛋捲、順燦）
- 彗星公主（默克）
- 超能奇兵（納薩羅克）
- PaRappa the Rapper（日语：パラッパラッパー）（幽靈）
- 噴嚏大魔王之小呵欠（手久野博士、中學生）

2003年
- 高橋留美子劇場（彼特〈企鵝〉）
- 偵探學園Q（繪部鏡子）
- 櫻桃小丸子 (第2期)（2003年—，豬太郎〈富田太郎〉[15]）
- 戰鬥陀螺G（皇大地）
- 惑星奇航（紗帽）

2004年
- 仙境傳說 THE ANIMATION（小巴風特）

2005年
- 動物橫町（健太）
- Keroro軍曹（大關）
- MAJOR 1st season（紺野）

2006年
- 我們這一家（2006年—2008年，閑古鳥、助手A）
- 人造昆蟲KABUTOBORG V×V（畠山的母親）
- MÄR 魔兵傳奇（皮諾奇）

2007年
- 地獄少女 二籠（劍持沼子）
- Baccano！（薩瑪莎）
- 可愛小水滴（日语：ぷるるんっ!しずくちゃん）（2007年—2008年，幽靈君）2系列

2008年
- 波菲的漫長旅程（朵拉）

2009年
- 森林大帝 -勇氣能改變未來-（伊瓦沙）
- 信蜂（2009年—2010年，肉排）2系列

2010年
- 吸血鬼同盟（姥山弘惠）

2011年
- 哆啦A夢 (水田山葵版)（陳）

2013年
- 武士弗拉明戈（大嬸）

2014年
- 英雄銀行（日语：ヒーローバンク）（約德爾社員）
- 可愛巧虎島WOW！（兵藤玉三郎）

2015年
- 潮與虎（飯網[16]）
- 新我們這一家（助手）

2017年
- 數碼暴龍宇宙-應用怪獸（複製黏貼獸）

2018年
- 爆釣王（日语：爆釣バーハンター）（河豚姊姊）

2019年
- 傀儡馬戲團（葛利芬）

### 電影動畫
1998年
- 哆啦A夢：大雄的南海大冒險（電腦聲音）

2000年
- 劇場版 小魔女DoReMi♯ 魔法玫瑰[[[Wikipedia:格式手册/链接#章節|錨點失效]]]（魔女莉卡）

2001年
- 劇場版 大~集合！小魔女DoReMi 青蛙石的秘密[[[Wikipedia:格式手册/链接#章節|錨點失效]]]（魔女青蛙）

2002年
- 爆旋陀螺 THE MOVIE 激戰！小龍VS大地（皇大地）

2011年
- 超能奇兵：進化前篇TAO（正樹）

2013年
- 劇場版 聖☆哥傳（良太）

2015年
- 辛巴達 飛天公主與神祕島（日语：シンドバッド (2015年の映画)）（艾莉[17]）
- 櫻桃小丸子：來自義大利的少年（豬太郎）

2016年
- 蠟筆小新：爆睡！在夢的世界大突擊（人志）

2020年
- 尋找小魔女DoReMi（魔女莉卡）

2023年
- 新次元！蠟筆小新THE MOVIE 超能力大決戰 ～飛吧！手卷壽司～（人志）

### OVA
1991年
- 3×3 EYES（女性）

1994年
- KIZUNA -絆-（日语：KIZUNA）（直之佳）
- KIZUNA 2（佳〈少年時期〉）
- 天天的朋友（勘太郎）

1997年
- 勇者指令達古王 水晶之眼的少年（戶部學）

1999年
- 機動戰士鋼彈第08MS小隊 最後的樂園（少年B）
- 哈姆太郎的動畫啾！（哈姆太郎）

2004年
- 小魔女DoReMi 童年秘密篇[[[Wikipedia:格式手册/链接#章節|錨點失效]]]（魔女莉卡）

2008年
- 信蜂 ～光與青的幻想夜話～（肉排）

2011年
- 猴太郎不跳出來！步行自行車規則（猴太郎）

2012年
- 聖☆哥傳（良太）

### 遊戲
1997年
- 忍企鵝真丸（日语：忍ペンまん丸）（蒙郎）

1998年
- 鐵甲飛龍 RPG（貝澤爾）

2000年
- 兒童劇場 小魔女DoReMi 魔法堂舞祭[[[Wikipedia:格式手册/链接#章節|錨點失效]]]（魔女莉卡）
- 新世代機器人戰記2（日语：ブレイブサーガ2）（戶部學）

2001年
- 仙界通錄正史 ～來自TV ANIMATION 仙界傳封神演義～（武吉）

2002年
- 小魔女DoReMi 大合奏！彩虹色樂園（魔女莉卡）

2003年
- GREGORY HORROR SHOW SOUL COLLECTOR（日语：GREGORY HORROR SHOW）（貓僵屍、旁白）

2005年
- 動物橫町 心跳☆心跳救出大作戰！之卷（健太）
- 我們的家族（日语：ぼくらのかぞく）（今野滿）

2006年
- 動物橫町 心跳☆心跳進級測驗！之卷（健太）

2007年
- 銀河天使II 無限回廊之鑰（日语：ギャラクシーエンジェルII）（卡拉威）

2009年
- 櫻桃小丸子DS 小丸子的市鎮（富田太郎〈豬太郎〉）

2011年
- 魔物獵人 3G（卡楊巴）

2016年
- 緋夜傳奇（聖隸畢安弗[18]）

2023年
- 霍格華茲的傳承
- 碧藍幻想（努什）

### 廣播劇CD
- 動物橫町相關（健太）
  - 動物橫町樂園專輯1 心跳☆心跳旅遊之卷
  - 動物橫町樂園專輯2 心跳☆心跳無人島之卷
  - 動物橫町樂園專輯3 心跳☆心跳DJ之卷
  - 動物橫町樂園專輯4 心跳☆心跳45分鐘環遊世界一周之卷
- 小魔女DoReMi系列（魔女莉卡）
  - 小魔女CD俱樂部其3 小魔女快樂劇場
  - 小魔女DoReMi♯ MAHO堂CD精選其2 屏幕主題&秘密故事～
  - 小魔女大合奏！CD俱樂部其7 小魔女咚～康！廣播劇場
  - 等
- 最終神話戰爭伊特奧佩拉 廣播劇原聲CD 第2章 彷徨的冥界之門（涅柔斯）
- 女棒甲子園 CD廣播劇 燃燒對決！赤裸裸的9人（吉本光[19]）
- MIND ASSASSIN（日语：MIND ASSASSIN）（虎彌太）

### 外語配音

#### 電影
- 麻雀變公主系列（莉莉·摩斯柯維茲〈希瑟·瑪塔拉佐〉）
- 搖滾教室（艾莉西亞〈艾里莎·艾倫〉）
- 奇哥的冒險（葡萄牙語：Uma Aventura do Zico） ※DVD版。
- 趕屍先生（馬小靈〈苑瓊丹〉）

#### 電視影集
- 綻放（英语：Blossom (TV series)）（賽克西·多蘿西·勒默爾〈珍納·馮·奧伊（英语：Jenna von Oÿ）〉）
- 歡樂滿屋（黛比·唐納森、達拉·唐納森）
- 左右做人難（瑞茜〈賈斯汀·貝菲爾德〉）

#### 動畫
- 變身國王上學記（拉拉拉公主）
- 小奇兵（小威）※DVD版。
- 大力士（英语：Hercules (1998 TV series)）（男學生）
- 冰原歷險記系列（可拉鼠〈西恩·威廉·史考特〉）
  - 冰原歷險記3：恐龍現身
  - 冰原歷險記4：板塊漂移
  - 冰原歷險記5：笑星撞地球
  - 冰原歷險記：巴克大冒險
- 外星入侵者ZIM（英语：Invader Zim）（兹姆）
  - 外星入侵者ZIM：魔幻入口（英语：Invader Zim: Enter the Florpus）（兹姆）
- 唐老鴨新傳（英语：Quack Pack）（杜兒（英语：Huey, Dewey, and Louie））
- 湯瑪士小火車（梅維斯）※富士電視台版。
- 魔法小武士（楊）

### 特攝影集
- J-BOT 下呂太（2023年，下呂太[20]）

### CD
- 動物橫町相關
  - 即使飛也只是Nothing ～心跳☆心跳 動物橫町之歌之卷～（作為「亞美 with 小爾、健太、依沙」成員）
  - 「動物橫町樂園專輯2 心跳☆心跳無人島之卷」
    - （作為「健太&依沙 (featuring 亞美)」成員）
    - （作為「小爾、健太、依沙」成員）

  - 「動物橫町樂園精選3 心跳☆心跳DJ之卷」
    - （健太名義）

  - 「動物橫町 心跳☆心跳歌唱精選之卷」
    - （作為「亞美 with 小爾、健太、依沙」成員）
- 小魔女BAN2 CD俱樂部其2 更～多！小魔女隨～歌合集!!
  - （魔女莉卡名義）

### 舞台
- 朗讀劇（2011年1月26日，中野The Pocket）
- 怪傑Pandars開團公演「完美英雄」（2011年2月16日—20日，塚Factory）
- 膠囊兵團（日语：カプセル兵団）「月光條例 ～月光篇～」原作：藤田和日郎（2014年11月13日—24日，笹塚Factory）
- 膠囊兵團「GHOST SEED」（2015年2月26日—3月1日，綠色劇院 BIG TREE THEATER（日语：シアターグリーン））
- 膠囊兵團「月光條例 ～輝夜姬篇～」原作：藤田和日郎（2015年9月27日—10月4日，笹塚Factory）
- 舞台（2017年1月11日—1月15日，中野The Pocket）

### 其它
- 吸血姬美夕（廣播劇）
- 柏青哥金肉人II世（那奇葛隆）
- 水果星期日（日语：フルーツサンデー）（果醬的聲音）

## 腳註

## 外部連結
- 永澤菜教｜CENTENARIA （日語）
- （日語）—永澤菜教的官方個人部落格。
  -  （日語）—（舊）永澤菜教的官方個人部落格。
- 永澤菜教的X（前Twitter） （日語）